# Tytuły Maryi

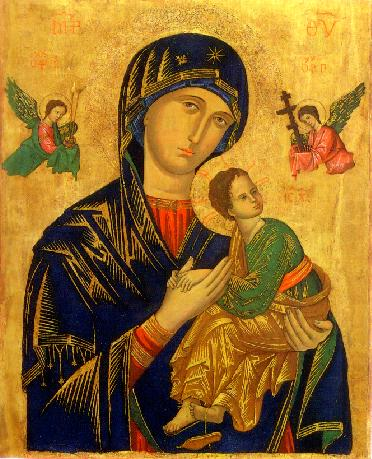
Obraz Najświętszej Maryi Panny Nieustającej Pomocy.

Tytuły Maryi – honorowe określenia nadawane Maryi, matce Jezusa Chrystusa.
Kult Maryi ugruntował się w 431 r., kiedy na soborze w Efezie ogłoszono dogmatem określenie Theotokos, czyli Maryja niosąca (lub matkę) Boga. Od tego czasu kult maryjny, skoncentrowany na subtelnych i złożonych relacjach między Maryją, Jezusem i Kościołem, zaczął rozkwitać, najpierw na Wschodzie, a później na Zachodzie.
Maryja honorowana była wieloma tytułami, epitetami oraz rozmaitymi nazwami poetyckimi. Zwyczaj tytułowania Maryi jest obecny w największym, stopniu w Kościele katolickim, ale także w prawosławnym, koptyjskim oraz w anglikańskim.  
Już od pierwszych wieków lud chrześcijański oddawał cześć Maryi, jako matce Boga. Tytuły nadane Maryi pochodzą głównie z praktyk czci (nabożeństwa) oraz doktryn maryjnych. Spośród licznych tytułów określających Maryję, niektóre są dobrze znane, a inne mniej. Wynika to z aspektu geograficznego i kulturowego, ponieważ wierni katoliccy są rozproszeni w różnych narodach w swoich kulturach i zwyczajach na całym świecie. 

## Tytuły doktrynalne
W Kościele katolickim istnieją cztery dogmaty maryjne, przyjęte jako Magisterium Kościoła Rzymskiego. Są to dogmat o Bożym Macierzyństwie Maryi, dogmat o dziewictwie Maryi, dogmat o Niepokalanym Poczęciu oraz dogmat o Wniebowzięciu.
Na podstawie tych dogmatów sformowano następujące tytuły Maryi:
- Matka Boża (Bogurodzica, Boża Rodzicielka, Matka Boga)
- Maryja zawsze Dziewica
- Maryja Niepokalanie Poczęta
- Maryja Wniebowzięta[2].

## Objawienia maryjne
Istnieje grupa tytułów związanych z miejscami, gdzie według Kościoła katolickiego doszło do objawień maryjnych. Przykładami takich tytułów są:
- Matka Boża z Guadalupe
- Matka Boża z La Salette
- Matka Boża z Lourdes
- Matka Boża Fatimska[2].

## Nabożeństwa
Pewna grupa tytułów jest oparta na nabożeństwach bazujących na życiu Maryi, takich jak: Siedem Radości Matki Bożej, czy Siedem Boleści Matki Bożej. Prawdopodobnie od nich pochodzą takie określenia jak Matka Boska Bolesna.

## Sakramentalia
Pewna grupa tytułów jest związana z sakramentaliami poświęconymi Maryi, takim jak Szkaplerz karmelitański, Cudowny Medalik, czy Różaniec. Od tego wywodzą się takie określenia jak Matka Boża z Góry Karmel, Matka Boża od Cudownego Medalika, Matka Boża Różańcowa.

## Koronowane wizerunki
Pewna grupa tytułów jest związana ze świętymi obrazami lub figurami, objętymi szczególnym kultem, a także uznawanymi za cudowne. Przykładami takich tytułów są Matka Boża z Guadalupe, Matka Boża Nieustającej Pomocy, Matka Boża Rozwiązująca Węzły, Matka Boska z Coromoto, Matka Boża Częstochowska, Matka Boża Gromniczna.

## Tytuły lokalne
Niektóre tytuły w Kościele katolickim związane są z uznaniem Matki Bożej za patronkę pewnych obszarów. Maryję tytułuje się:
- Panią np. Panią Ziemi Sądeckiej (w Nowym Sączu), Panią Ziemi Żywieckiej (w Rychwałdzie),
- Opiekunką np. Opiekunką Podlasia (w Leśnej Podlaskiej),
- Królową np. Królową Podhala (w Ludźmierzu), Królową Podlasia (w Hodyszewie), Królową Sudetów (w Krzeszowie),
- Pocieszycielką np. Pocieszycielką Zamojszczyzny[5].